# Không phải dạng vừa đâu
"Không phải dạng vừa đâu" là một bài hát được thu âm bởi ca sĩ kiêm sáng tác nhạc người Việt Nam Sơn Tùng M-TP. Được phát hành vào ngày 19 tháng 1 năm 2015, bài hát đã xuất hiện trong phim điện ảnh Chàng trai năm ấy (2015) và được thêm vào album tuyển tập đầu tiên của Tùng, m-tp M-TP (2017) dưới dạng một bản phối mới.
Bài hát đã đạt được thành công lớn tại Việt Nam, đứng đầu các bảng xếp hạng nhạc số của Việt Nam thời bấy giờ và tạo ra được sức lan toả lớn.

## Bối cảnh và phát hành
"Không phải dạng vừa đâu" là một trong ba ca khúc chính trong bộ phim Chàng trai năm ấy của đạo diễn Quang Huy do chính Sơn Tùng M-TP đảm nhiệm vai chính; đồng thời đây cũng là sáng tác nhạc phim đầu tay của anh. Bài hát có "bầu tâm sự da diết với chất liệu cảm xúc hồi tưởng", đưa khán giả vào những khung cảnh tươi đẹp của nhân vật Đình Phong cùng nhóm bạn và gia đình trước khi bi kịch cuộc đời ập đến. Theo lời đạo diễn Quang Huy, "Sơn Tùng luôn cẩn trọng bàn luận từng nốt nhạc, giai điệu, hoà âm phối khí, thậm chí thu âm nhiều bản để chọn lựa bản thu hài lòng nhất."
"Không phải dạng vừa đâu" được phát hành trực tuyến vào ngày 19 tháng 1 năm 2015, ngay sau khi phim được công chiếu.

## Đón nhận
Ngay sau khi phát hành, từ khoá "không phải dạng vừa đâu" của bài hát đã tạo nên một hiệu ứng lan toả cực kỳ lớn tại Việt Nam. Bài hát đã tạo thành một trào lưu trong giới trẻ thời bấy giờ. Phần nhạc đệm của bài hát đã được đưa vào một bài hát nhạc chế trong chương trình Gặp nhau cuối năm 2015. Sơn Tùng cũng đã biểu diễn bài hát trong chương trình Hoà âm ánh sáng 2015 cùng với DJ Trang Moon.
Bài hát cũng bị khán giả nhận xét và dính vào tranh cãi đạo nhạc vì có phần nhạc đệm giống "Set Fire to the Rain" của ca sĩ người Anh Adele.

## Video âm nhạc
Video âm nhạc của bài hát được phát hành trên YouTube vào ngày 4 tháng 4 năm 2015. Ngay sau khi phát hành, bài hát đã đạt hơn 3 triệu lượt xem vào ngày đầu ra mắt, trở thành bài hát V-pop đầu tiên đạt được thành tích này, trước khi bị "Chúng ta không thuộc về nhau" cũng của Sơn Tùng M-TP phá kỷ lục.
Tuy nhiên, MV mới ra mắt đã tiếp tục vướng phải ồn ào khi bị cho là mượn MV để chế nhạo hai nhạc sĩ tên tuổi bao gồm Phó Đức Phương và Dương Khắc Linh. Đây là hai thành viên của hội đồng thẩm định ca khúc "Chắc ai đó sẽ về". Nhiều khán giả sau khi xem MV "Không phải dạng vừa đâu" nhận xét, không quá khó để nhận ra hình ảnh của hai vị nhạc sĩ này ngay trong phần đầu ca khúc. Thậm chí, từ hành động đến tạo hình của hai nhân vật đều thể hiện khá rõ ý đồ của tác giả gửi gắm trong clip. Những hành động này của nam ca sĩ bị cho là "quá lố", có thái độ hỗn láo với nghệ sĩ lão thành. Nhiều ý kiến còn cho rằng, Sơn Tùng quá ngông cuồng khi trực tiếp chọn cách đối đầu với đàn anh trong nghề.
Video cũng dính vào nghi án đạo nhái MV "Crooked" của ca sĩ người Hàn Quốc G-Dragon: từ việc mặc chiếc áo lông khủng, màu tóc bạch kim, nhảy nhót náo loạn, trèo lên bàn… Trong video đã xuất hiện nhiều bình luận mỉa mai: "Sơn Tùng đã có công mang G-Dragon về Việt Nam".
Công ty WePro đã chính thức gửi lời xin lỗi, khẳng định rằng ý tưởng của video do đạo diễn xây dựng và dự định là sẽ thể hiện những khoảng cách thế hệ trong thế giới âm nhạc. Dù công ty đã cho thu hồi video và lên kế hoạch quay một video mới, nhưng nó vẫn được tải lên lại không lâu sau đó.

## Đội ngũ thực hiện
- Sơn Tùng M-TP  – hát chính, người viết bài hát

## Danh sách bài hát
Tải kỹ thuật số/phát trực tuyến
1. "Không phải dạng vừa đâu" – 3:22

## Lịch sử phát hành
| Quốc gia | Ngày                | Định dạng                       | Hãng đĩa            | Ng.   |
| -------- | ------------------- | ------------------------------- | ------------------- | ----- |
| Việt Nam | 19 tháng 1 năm 2015 | Tải kỹ thuật số phát trực tuyến | WePro Entertainment | [ 7 ] |
| Toàn cầu | 1 tháng 4 năm 2017  | Tải kỹ thuật số phát trực tuyến | M-TP Entertainment  | [ 8 ] |